# Orthocladius curtipalpis
Orthocladius curtipalpis är en tvåvingeart som först beskrevs av Jean-Jacques Kieffer 1913.  Orthocladius curtipalpis ingår i släktet Orthocladius och familjen fjädermyggor.
Artens utbredningsområde är Tyskland. Inga underarter finns listade i Catalogue of Life.